# Sakon Nakhon
Sakon Nakhon (tiếng Thái: สกลนคร, phát âm [sā.kōn ná(ʔ).kʰɔ̄ːn]; đôi khi viết là Sakhon Nakhon) là một thị xã ở Thái Lan trong khu vực Isan, và thành phố thủ phủ của tỉnh Sakon Nakhon, với dân số khoảng 76.000 người. Nó có một sân bay khu vực ở phía bắc, sân bay Sakon Nakhon. Trong Thế chiến II, thị trấn đã trở thành một thiên đường cho phong trào giải thoái người Thái, và một cơ sở cho các hoạt động cộng sản trong thập niên 1950. Cá và gạo là hai trong số các sản phẩm lớn nhất của khu vực. Các hồ lớn nhất của vùng đông bắc Thái Lan nằm ở phía bắc của thành phố, được gọi là hồ Nong Han.

## Khí hậu
| Dữ liệu khí hậu của Sakon Nakhon                                                               | Dữ liệu khí hậu của Sakon Nakhon | Dữ liệu khí hậu của Sakon Nakhon | Dữ liệu khí hậu của Sakon Nakhon | Dữ liệu khí hậu của Sakon Nakhon | Dữ liệu khí hậu của Sakon Nakhon | Dữ liệu khí hậu của Sakon Nakhon | Dữ liệu khí hậu của Sakon Nakhon | Dữ liệu khí hậu của Sakon Nakhon | Dữ liệu khí hậu của Sakon Nakhon | Dữ liệu khí hậu của Sakon Nakhon | Dữ liệu khí hậu của Sakon Nakhon | Dữ liệu khí hậu của Sakon Nakhon | Dữ liệu khí hậu của Sakon Nakhon |
| Tháng                                                                                          | 1                                | 2                                | 3                                | 4                                | 5                                | 6                                | 7                                | 8                                | 9                                | 10                               | 11                               | 12                               | Năm                              |
| ---------------------------------------------------------------------------------------------- | -------------------------------- | -------------------------------- | -------------------------------- | -------------------------------- | -------------------------------- | -------------------------------- | -------------------------------- | -------------------------------- | -------------------------------- | -------------------------------- | -------------------------------- | -------------------------------- | -------------------------------- |
| Cao kỉ lục °C (°F)                                                                             | 36.2 (97.2)                      | 38.8 (101.8)                     | 41.0 (105.8)                     | 42.5 (108.5)                     | 41.0 (105.8)                     | 37.5 (99.5)                      | 36.6 (97.9)                      | 36.0 (96.8)                      | 35.7 (96.3)                      | 35.0 (95.0)                      | 36.6 (97.9)                      | 35.3 (95.5)                      | 42.5 (108.5)                     |
| Trung bình ngày tối đa °C (°F)                                                                 | 29.0 (84.2)                      | 31.1 (88.0)                      | 33.6 (92.5)                      | 34.9 (94.8)                      | 33.3 (91.9)                      | 32.2 (90.0)                      | 31.8 (89.2)                      | 31.2 (88.2)                      | 31.2 (88.2)                      | 31.0 (87.8)                      | 30.1 (86.2)                      | 28.6 (83.5)                      | 31.5 (88.7)                      |
| Trung bình ngày °C (°F)                                                                        | 22.3 (72.1)                      | 24.4 (75.9)                      | 27.2 (81.0)                      | 29.0 (84.2)                      | 28.6 (83.5)                      | 28.1 (82.6)                      | 27.7 (81.9)                      | 27.4 (81.3)                      | 27.2 (81.0)                      | 26.4 (79.5)                      | 24.2 (75.6)                      | 21.7 (71.1)                      | 26.1 (79.0)                      |
| Tối thiểu trung bình ngày °C (°F)                                                              | 15.6 (60.1)                      | 18.5 (65.3)                      | 21.6 (70.9)                      | 24.1 (75.4)                      | 24.6 (76.3)                      | 24.9 (76.8)                      | 24.7 (76.5)                      | 24.4 (75.9)                      | 24.0 (75.2)                      | 22.3 (72.1)                      | 19.0 (66.2)                      | 15.6 (60.1)                      | 21.6 (70.9)                      |
| Thấp kỉ lục °C (°F)                                                                            | 0.5 (32.9)                       | 7.6 (45.7)                       | 10.0 (50.0)                      | 14.0 (57.2)                      | 16.2 (61.2)                      | 22.5 (72.5)                      | 20.5 (68.9)                      | 21.7 (71.1)                      | 20.0 (68.0)                      | 14.2 (57.6)                      | 7.2 (45.0)                       | 4.0 (39.2)                       | 0.5 (32.9)                       |
| Lượng Giáng thủy trung bình mm (inches)                                                        | 4.7 (0.19)                       | 29.3 (1.15)                      | 57.5 (2.26)                      | 93.3 (3.67)                      | 227.6 (8.96)                     | 266.8 (10.50)                    | 288.7 (11.37)                    | 357.9 (14.09)                    | 224.8 (8.85)                     | 76.9 (3.03)                      | 11.9 (0.47)                      | 5.6 (0.22)                       | 1.645 (64.76)                    |
| Số ngày giáng thủy trung bình                                                                  | 1.3                              | 3.8                              | 6.0                              | 9.9                              | 17.2                             | 20.2                             | 21.3                             | 23.7                             | 16.6                             | 8.5                              | 2.3                              | 0.7                              | 131.5                            |
| Độ ẩm tương đối trung bình (%)                                                                 | 67                               | 65                               | 63                               | 66                               | 76                               | 80                               | 82                               | 84                               | 83                               | 76                               | 70                               | 68                               | 73                               |
| Số giờ nắng trung bình tháng                                                                   | 272.8                            | 243.0                            | 275.9                            | 243.0                            | 198.4                            | 156.0                            | 120.9                            | 117.8                            | 183.0                            | 235.6                            | 252.0                            | 272.8                            | 2.571,2                          |
| Số giờ nắng trung bình ngày                                                                    | 8.8                              | 8.6                              | 8.9                              | 8.1                              | 6.4                              | 5.2                              | 3.9                              | 3.8                              | 6.1                              | 7.6                              | 8.4                              | 8.8                              | 7.0                              |
| Nguồn 1: Thai Meteorological Department, (Kỉ lục thấp tháng 1)                                 |                                  |                                  |                                  |                                  |                                  |                                  |                                  |                                  |                                  |                                  |                                  |                                  |                                  |
| Nguồn 2: Office of Water Management and Hydrology, Royal Irrigation Department (Nắng và độ ẩm) |                                  |                                  |                                  |                                  |                                  |                                  |                                  |                                  |                                  |                                  |                                  |                                  |                                  |

## Kinh tế
Cá và gạo là hai trong số những sản phẩm chính của vùng.

## Giao thông
Sân bay Sakon Nakhon là một sân bay khu vực nằm ở phía bắc thành phố.